# Bernardino Lonati
Bernardino Lonati   (Pavia, 1452 - Roma, 1497) fou un cardenal italià.

## Biografia
Fill de Filippina Beccaria i Antonio un petit noble que s'havia posat al costat i lluitat amb Francesc Sforza durant la lluita per la successió al ducat de Milà.
Va ser nomenat cardenal pel papa Alexandre VI, a petició del cardenal Ascanio Sforza, el 20 de setembre de 1493. Va rebre la birreta cardenalícia tres dies després amb el títol de San Ciriaco alle Terme Diocleziane, alhora que va ser ordenat sacerdot.
Home de confiança del cardenal Sforza, va ser un dels seus principals partidaris en l'enfrontament acalorat entre el cardenal i el papa. Presentant-se al Palau Apostòlic el 9 de desembre de 1494, fou detingut contra la seva voluntat. Va participar en el consistori que va tenir lloc dos dies després i posteriorment va ser traslladat a Ostia. Al seu retorn a Roma, el cardenal Lonati va formar part de la processó del rei Carles VIII de França quan va entrar a la Ciutat Eterna el 31 de desembre de 1494. Després de la signatura de l'acord entre el Papa i el rei francès, que va tenir lloc el dia 15 de gener de 1495, el cardenal Lonati amb el cardenal Sforza va sortir de Roma per tornar a Milà, on tots dos van romandre fins al 21 de febrer. El 27 de maig va acompanyar el papa en la seva visita a Orvieto i va tornar amb ell a Roma el 27 de juny següent.
El 10 de juliol de 1495 va ser nomenat administrador apostòlic de la diòcesi d'Aquino i va ocupar el càrrec fins al 13 de novembre del mateix any.
Afectat per fortes febres, va morir a Roma el 7 d'agost de 1497. El cardenal Ascanio Sforza va assumir tant les despeses del funeral com les de la construcció del monument funerari.